# 豫章書院 (南昌)
豫章书院，位于中國江西省南昌市進賢門。该书院原址位于东书院街8号内，现为南昌市第十八中学所在地。

## 歷史
书院创建于南宋时期，当时在朱熹理学的影响下，这里成为江西地区传播朱程之学的基地。元明两朝书院得到了进一步发展，其中明万历年间，因为政府的禁书院政策而一度被迫停办。后来江西巡抚凌云翼、潘季训修葺后改祀宋元明诸儒，称“豫章二十四先生祠”。
书院在清朝初期恢复了当初的办学规模，招生对象不再局限于南昌府辖地，开始选拔江西各府、州、县、厅学之生员俊秀者入学。康熙五十七年(1718)年，康熙皇帝御书“章水文渊”四字门额赐予书院，其后的雍正帝、乾隆帝也对书院予以了充分的重视。江西巡抚陈宏谋与郝硕则从院规与院舍两方面下了较大的功夫。正由于康雍乾三位皇帝以及政府的重视，书院在清中叶发展到达顶峰：名师云集、藏书丰厚，成为当时全国闻名遐迩的大型书院之一。
晚清，受西学东渐观念的影响，书院于光绪二十八年（1902年）改为“江西省大学堂”。1949年以后，一度改作南昌大学工学院、洪都大学，今为南昌市第十八中学所在地，学校大门处标有“豫章书院旧址”字样。